# Geotrupes ibericus
Geotrupes ibericus là một loài bọ cánh cứng trong họ Geotrupidae. Loài này được Baraud miêu tả khoa học năm 1958.